# Liste des monuments nationaux du district de Guarda
Cet article recense les monuments nationaux du district de Guarda, au Portugal.

## Liste
| Site                                                   | Municipalité                | Identifiant | Coordonnées                        | Image |
| ------------------------------------------------------ | --------------------------- | ----------- | ---------------------------------- | ----- |
| Dolmen de Carapito                                     | Aguiar da Beira             | 70161       | 40° 45′ 03″ nord, 7° 27′ 51″ ouest |       |
| Pilori d'Aguiar da Beira                               | Aguiar da Beira             | 70357       | 40° 48′ 59″ nord, 7° 32′ 43″ ouest |       |
| Fontaine Ameada                                        | Aguiar da Beira             | 3719537     | 40° 48′ 59″ nord, 7° 32′ 43″ ouest |       |
| Château de Castelo Bom                                 | Almeida                     | 70267       | 40° 37′ 18″ nord, 6° 54′ 06″ ouest |       |
| Château de Castelo Mendo                               | Almeida                     | 70421       | 40° 35′ 32″ nord, 6° 56′ 59″ ouest |       |
| Château médiéval d'Almeida                             | Almeida                     | 70693       | 40° 43′ 33″ nord, 6° 54′ 21″ ouest |       |
| Forteresse d'Almeida                                   | Almeida                     | 70693       | 40° 43′ 33″ nord, 6° 54′ 21″ ouest |       |
| Château de Linhares da Beira                           | Celorico da Beira           | 70524       | 40° 32′ 29″ nord, 7° 27′ 40″ ouest |       |
| Château de Celorico da Beira                           | Celorico da Beira           | 70710       | 40° 38′ 09″ nord, 7° 23′ 36″ ouest |       |
| Croix de Pedro Jacques                                 | Figueira de Castelo Rodrigo | 70266       | 40° 53′ 21″ nord, 6° 54′ 31″ ouest |       |
| Couvent Santa Maria d'Aguiar                           | Figueira de Castelo Rodrigo | 70443       | 40° 52′ 52″ nord, 6° 56′ 00″ ouest |       |
| Pont sur l'Aguiar                                      | Figueira de Castelo Rodrigo | 70658       | 40° 55′ 06″ nord, 6° 55′ 50″ ouest |       |
| Ruines d'Almofala                                      | Figueira de Castelo Rodrigo | 70659       | 40° 52′ 09″ nord, 6° 52′ 58″ ouest |       |
| Château de Castelo Rodrigo                             | Figueira de Castelo Rodrigo | 71117       | 40° 52′ 39″ nord, 6° 57′ 51″ ouest |       |
| Pilori de Castelo Rodrigo                              | Figueira de Castelo Rodrigo | 71118       | 40° 52′ 36″ nord, 6° 57′ 50″ ouest |       |
| Pilori de Melo                                         | Gouveia                     | 70289       | 40° 31′ 13″ nord, 7° 32′ 07″ ouest |       |
| Casa da Torre                                          | Gouveia                     | 70348       | 40° 29′ 37″ nord, 7° 35′ 39″ ouest |       |
| Castro de Tintinolho                                   | Guarda                      | 70474       | 40° 34′ 22″ nord, 7° 17′ 16″ ouest |       |
| Cathédrale de Guarda                                   | Guarda                      | 71096       | 40° 32′ 18″ nord, 7° 16′ 09″ ouest |       |
| Château de Guarda                                      | Guarda                      | 71097       | 40° 32′ 15″ nord, 7° 16′ 18″ ouest |       |
| Château de Marialva                                    | Mêda                        | 69859       | 40° 54′ 49″ nord, 7° 13′ 54″ ouest |       |
| Pilori de Ranhados                                     | Mêda                        | 71116       | 40° 59′ 37″ nord, 7° 19′ 47″ ouest |       |
| Château de Longroiva                                   | Mêda                        | 71169       | 40° 57′ 50″ nord, 7° 12′ 31″ ouest |       |
| Château de Pinhel                                      | Pinhel                      | 70409       | 40° 46′ 37″ nord, 7° 03′ 43″ ouest |       |
| Pilori de Pinhel                                       | Pinhel                      | 70410       | 40° 46′ 31″ nord, 7° 03′ 46″ ouest |       |
| Château de Sabugal                                     | Sabugal                     | 70564       | 40° 21′ 05″ nord, 7° 05′ 39″ ouest |       |
| Château de Sortelha                                    | Sabugal                     | 70735       | 40° 19′ 45″ nord, 7° 13′ 01″ ouest |       |
| Château d'Alfaiates                                    | Sabugal                     | 71168       | 40° 23′ 25″ nord, 6° 54′ 42″ ouest |       |
| Chapelle São Pedro de Seia (pt)                        | Seia                        | 70668       | 40° 25′ 11″ nord, 7° 42′ 04″ ouest |       |
| Anta de Paranhos                                       | Seia                        | 71115       | 40° 29′ 28″ nord, 7° 48′ 23″ ouest |       |
| Église Santa Marinha de Moreira de Rei                 | Trancoso                    | 70418       | 40° 49′ 44″ nord, 7° 19′ 16″ ouest |       |
| Pilori de Moreira de Rei                               | Trancoso                    | 70419       | 40° 49′ 44″ nord, 7° 18′ 59″ ouest |       |
| Château de Moreira de Rei                              | Trancoso                    | 70420       | 40° 49′ 42″ nord, 7° 19′ 14″ ouest |       |
| Pilori de Trancoso                                     | Trancoso                    | 70500       | 40° 46′ 43″ nord, 7° 20′ 56″ ouest |       |
| Château de Trancoso                                    | Trancoso                    | 70648       | 40° 46′ 45″ nord, 7° 20′ 51″ ouest |       |
| Camp militaire de Trancoso                             | Trancoso                    | 11158763    |                                    |       |
| Église paroissiale de Vila Nova de Foz Coa             | Vila Nova de Foz Côa        | 70449       | 41° 04′ 59″ nord, 7° 08′ 10″ ouest |       |
| Château de Numão                                       | Vila Nova de Foz Côa        | 70481       | 41° 05′ 59″ nord, 7° 17′ 24″ ouest |       |
| Pilori de Vila Nova de Foz Coa                         | Vila Nova de Foz Côa        | 70617       | 41° 05′ 00″ nord, 7° 08′ 11″ ouest |       |
| Sites d'art rupestre préhistorique de la vallée de Côa | Vila Nova de Foz Côa        | 16004552    | 41° 02′ 00″ nord, 7° 07′ 00″ ouest |       |